# El Carmen (Messico)
El Carmen è un comune del Messico, situato nello stato di Nuevo León, il cui capoluogo è la località omonima.
Conta 16.092 abitanti (2010) e ha una estensione di 102,38 km².
Il nome del comune ricorda la Vergine del Carmine